# テラ (飲料)
テラ(アムハラ語：ጠላ、tella、またはtalla)は、エチオピアの伝統的なビール。テフ及びトウモロコシで醸造されることが多いが、地方によっては大麦、雑穀やモロコシ属が用いられることもある。またクロウメモドキ科クロウメモドキ属の植物ゲショ（アムハラ語: ጌሾ、ラテン文字転写: gešo、学名: ラムヌス・プリノイデス (Rhamnus prinoides)）の枝の煮汁がホップのように香り付けに用いられる。テラは多くの場合、家庭で醸造される。

## 参考資料
- Bea Sandler. The African Cookbook. Diane & Leo Dillon (Illust.). New York: Carol Publishing Group, 1993
- Galawdewos (2015). The Life and Struggles of Our Mother Walatta Petros: A Seventeenth-Century African Biography of an Ethiopian Woman, translated and edited by Wendy Laura Belcher & Michael Kleiner, p. 425. Princeton, New Jersey: Princeton University Press.